# Eurycotis floridana
Eurycotis floridana är en kackerlacksart som först beskrevs av Walker, F. 1868.  Eurycotis floridana ingår i släktet Eurycotis och familjen storkackerlackor. Inga underarter finns listade i Catalogue of Life.